# Alfa Romeo Brera

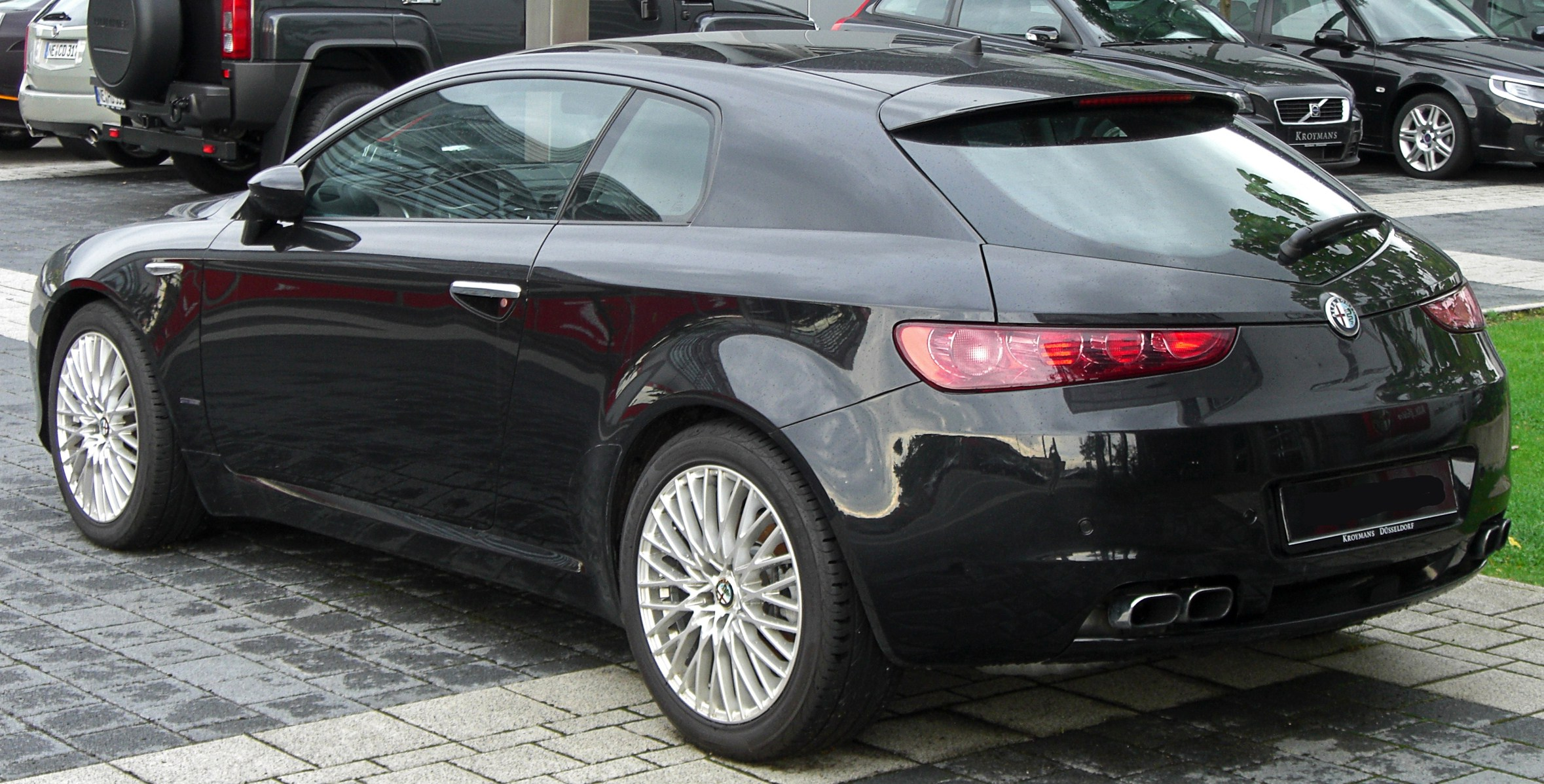
Вид сзади на Brera

Alfa Romeo Brera (Серия 939) — спортивный автомобиль, выпускавшийся итальянской автомобильной компанией Alfa Romeo с 2005 по 2010 годы. Родстер Spider выпускался в период с 2006 по 2010 годы. Обе модели собраны дизайнерским ателье Pininfarina. Иное обозначение модели Project/Type 946.
Всего было выпущено 12,488 автомобилей Spider и 21,786 автомобилей Brera. Производство автомобиля закончилось в ноябре 2010 года, хотя продажи нераспроданных машин шли до 2011 года.

## Концепт
Оригинальная Brera впервые была представлена как концепт-кар на Женевском автосалоне 2002 года. Модель была разработана Джорджетто Джуджаро в Italdesign Giugiaro. Концепт версия оснащалась мощным двигателем Maserati V8, выдающий около 400 л.с. (290 кВт). Brera получила широкое признание и начало производственного плана было объявлено на 2005 год.

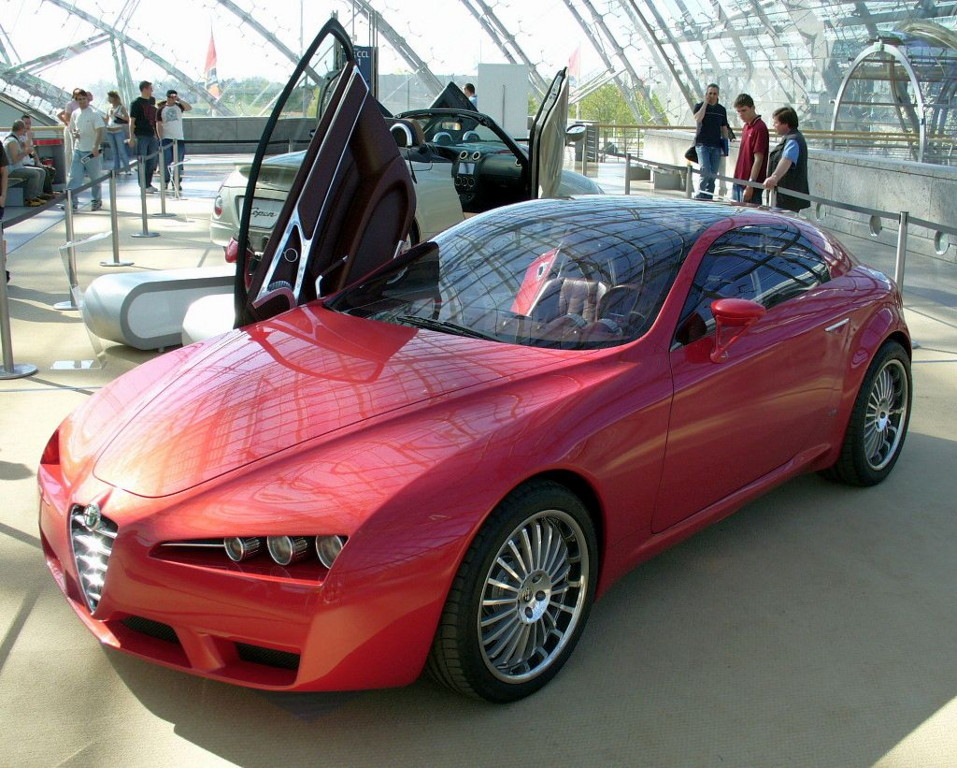
Концепт Brera

## Производство
Alfa Romeo Brera была представлена к производству на Женевском автосалоне 2005 года. Модель сохранила свой оригинальный внешний вид почти как в концепте, но в гораздо меньших масштабах, а именно, став среднеразмерным купе на платформе GM/Fiat Premium (перешедшая от Alfa Romeo 159 и дизайн заменил уходящую GTV. Кабриолет версия Spider от Brera также был анонсирован и должен был запуститься в производство чуть позже, заменив базирующийся на платформе GTV — Spider.
В Европе Brera была доступна с двумя бензиновыми двигателями: 2,2 л. мощностью 185 л.с. (136 кВт), 3,2 л. V6 мощностью 260 л.с. (150 кВТ) и одним 2,4 л. турбодизельным двигателем JTD. Модель с дизельным и 2,2 л. бензиновым двигателями был переднеприводным, в то время как v6 был полноприводным с системой от Torsen аналогичной как на 156 и 159 Q4.
Для модельного ряда 2008 года для Alfa Romeo Brera/Spider появились небольшие изменения в механических частях автомобиля и отделке салона. 3,2 л. V6 двигатель теперь мог быть и переднеприводным, также как и полноприводным, и выдавал теперь максимальную скорость в 250 км/ч (160 миль/ч). Все модификации модели оснащались электронным дифференциалом с повышенным внутренним сопротивлением Q2. Благодаря использованию алюминиевых частей удалось снизить вес на несколько килограмм. Все новые версии были представлены на Женевском автосалоне 2008 года.
Для модельного ряда 2009 года Alfa Romeo представила новый турбированный бензиновый двигатель с маркировкой «TBi». Данный двигатель объёмом 1,742 куб.см, прямым впрыском топлива и вариаторами фаз на впускном и выпускном распредвалах. Новый двигатель давал мощность в 200 л.с. (147 кВт) и имел крутящий момент 320 Н/м.

### Brera S

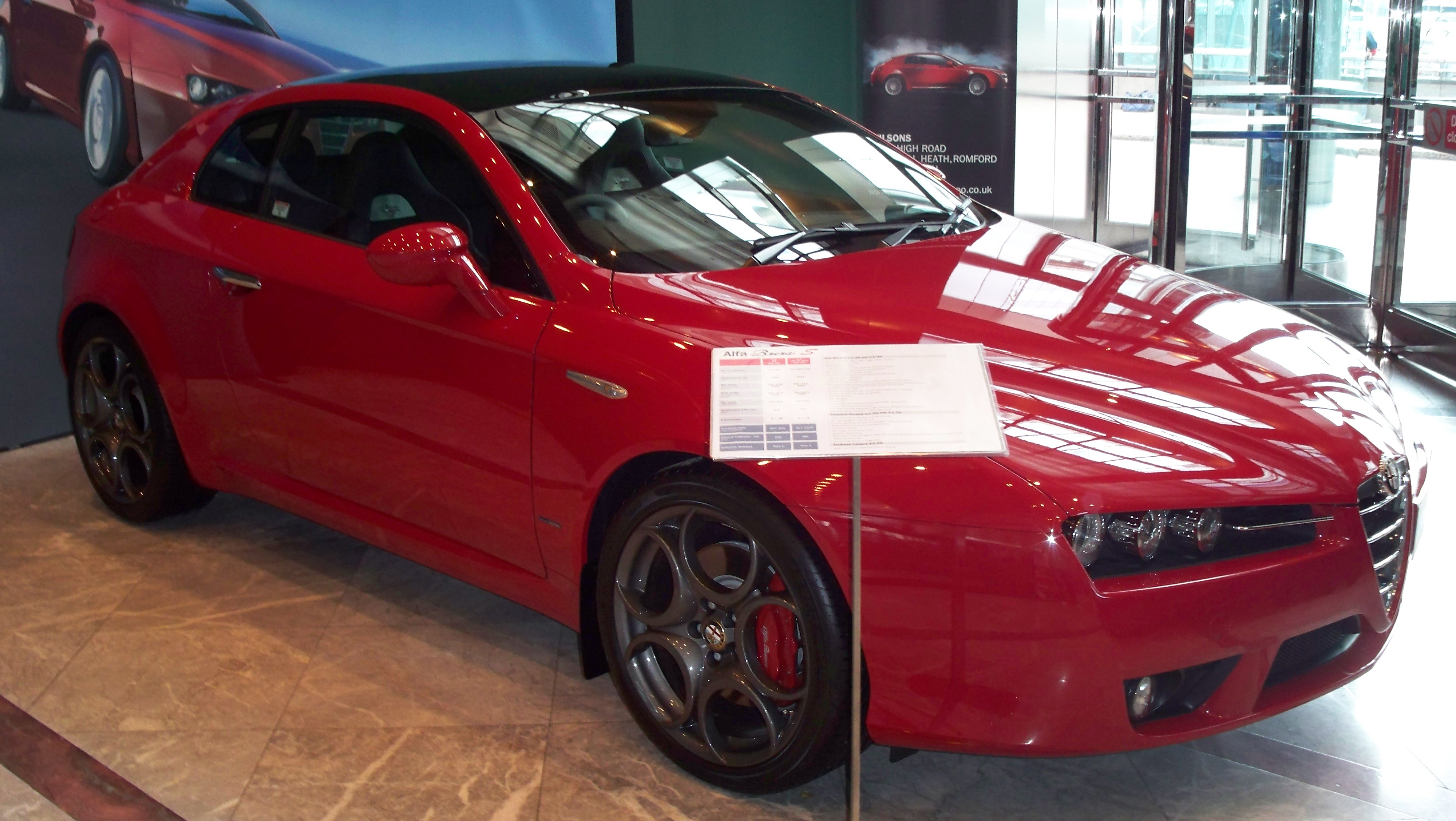
Brera S

Летом 2008 года была анонсирована Специальная Версия Brera 'S'. Эта ограниченная серия от Alfa Romeo для Британского рынка была разработана Британской инженерной компанией Prodrive, занимающейся доработкой стандартных автомобилей. В плане подвески и ходовых компонентов автомобиля были внесены изменения по сравнению со стандартной модификацией, получившие маркировку 'S', также были изменены характеристики управляемости автомобиля. Alfa Romeo и Prodrive уже ранее сотрудничали в автоспорте во время кампании Alfa Romeo 155 на BTСС в 1994 и 1995 годах.

### Italia Independent

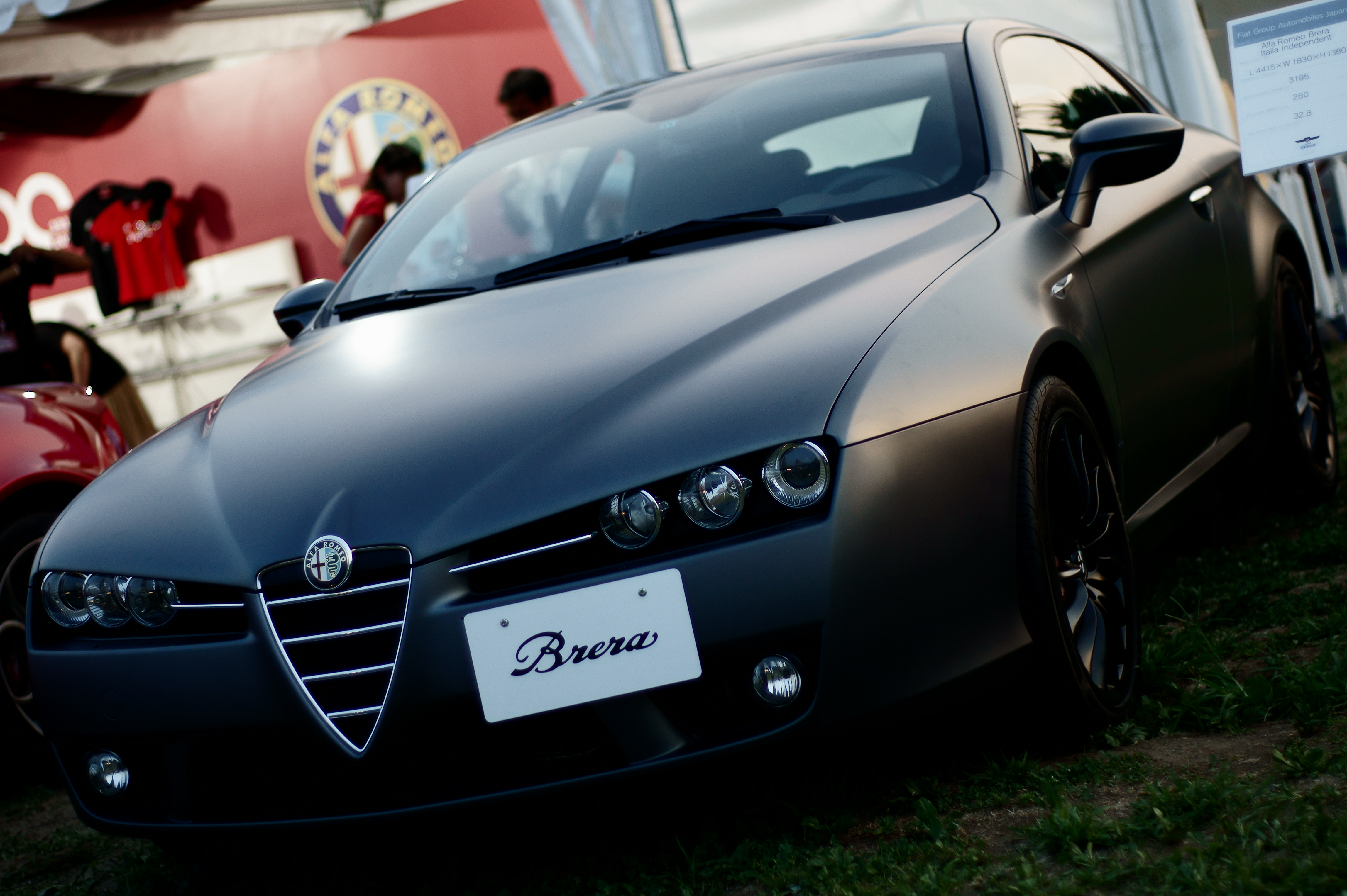
Brera Italia Independent

В 2009 году Alfa Romeo представила ограниченную серию Brera и Spider в сотрудничестве с Italia Independent — итальянской дизайнерской компанией. Ограниченная серия в 900 машин и названная в честь партнера Alfa Romeo. Версия Brera Italia Independent была представлена с непрозрачной окраской под «титан», 18-дюймовые легкосплавные диски и алюминиевой накладкой на крышечку заливной горловины.
Italia Independent оснащалась дизельным 2,0 л. JTDM, выдающим 170 л.с. (125 кВт), дизельным 2,4 л. JTDM, выдающим 210 л.с. (154 кВт). Или бензиновыми двигателями 1,8 л. TBi (200 л.с.), 2,2 л. JTS (185 л.с.) или 3,2 V6 (260 л.с.). На всех двигателях устанавливалась 6-ступенчатая коробка передач. МКПП, «Selespeed» или автомат Q-Tronic были доступны как опции. Что касается автомобилей с V6 двигателем, для них была доступна полноприводная система на все колёса Alfa Romeo Q4.

## Двигатели для Brera

### Модификации
| Тип                  | Вид                  | Объём                | Мощность                | Крутящий момент         | Степень сжатия       | Годы выпуска         |
| Бензиновые двигатели | Бензиновые двигатели | Бензиновые двигатели | Бензиновые двигатели    | Бензиновые двигатели    | Бензиновые двигатели | Бензиновые двигатели |
| -------------------- | -------------------- | -------------------- | ----------------------- | ----------------------- | -------------------- | -------------------- |
| 1.75 TBi             | I4                   | 1,742 куб.см         | 200 л.с при 5000 об/мин | 320 Н/м при 2000 об/мин | 9.5:1                | 2009-2011            |
| 2.2 JTS              | I4                   | 2,198 куб.см         | 185 л.с при 6500 об/мин | 230 Н/м при 4500 об/мин | 11.3:1               | 2005-2011            |
| 3.2 V6 JTS           | V6                   | 3,195 куб.см         | 260 л.с при 6200 об/мин | 322 Н/м при 3800 об/мин | 11.25:1              | 2005-2011            |
| Дизельные двигатели  |                      |                      |                         |                         |                      |                      |
| 2.0 JTDM             | I4                   | 1,956 куб.см         | 170 л.с при 4000 об/мин | 360 Н/м при 1750 об/мин | 17:1                 | 2009-2011            |
| 2.4 JTDM             | I5                   | 2,387 куб.см         | 200 л.с при 4000 об/мин | 400 Н/м при 2000 об/мин | 17:1                 | 2005-2006            |
| 2.4 JTDM             | I5                   | 2,387 куб.см         | 210 л.с при 4000 об/мин | 400 Н/м при 1500 об/мин | 17:1                 | 2007-2011            |

### Технические показатели
| Двигатель                                                                         | Максимальная скорость км/ч (миль/ч) | Максимальная скорость км/ч (миль/ч) | Разгон от 0 до 100 км/ч | Разгон от 0 до 100 км/ч | Комбинированый расход топлива | Комбинированый расход топлива | Годы выпуска |
| Двигатель                                                                         | МКПП                                | АКПП                                | МКПП                    | АКПП                    | МКПП                          | АКПП                          | Годы выпуска |
| --------------------------------------------------------------------------------- | ----------------------------------- | ----------------------------------- | ----------------------- | ----------------------- | ----------------------------- | ----------------------------- | ------------ |
| 1.75 TBi                                                                          | 235 (146)                           |                                     | 7.7                     |                         | 8,1 л/100 км                  |                               | 2009-        |
| 2.2 JTS                                                                           | 222 (138)                           |                                     | 8.6                     |                         | 9,4 л/100 км                  |                               | 2005-2007    |
| 2.2 JTS                                                                           | 224 (139)                           |                                     | 8.6                     |                         | 9,2 л/100 км                  |                               | 2008-        |
| 2.2 JTS Selespeed                                                                 | 222 (138)                           |                                     | 8.6                     |                         | 9,1 л/100 км                  |                               | 2008-        |
| 2.0 JTDM                                                                          | 218 (135)                           |                                     | 8.8                     |                         | 5,4 л/100 км                  |                               | 2009-        |
| 2.4 JTDM                                                                          | 228 (142)                           |                                     | 8.1                     |                         | 6,8 л/100 км                  |                               | 2005-2006    |
| 2.4 JTDM (210 л.с.)                                                               | 230 (143)                           |                                     | 7.9                     |                         | 6,8 л/100 км                  |                               | 2007         |
| 2.4 JTDM (210 л.с.)                                                               | 231 (143)                           |                                     | н/д                     |                         | н/д                           |                               | 2008-        |
| 2.4 JTDM (200 л.с.) Q-Tronic                                                      |                                     | 225 (138)                           |                         | 8.3                     |                               | 7,8 л/100 км                  | 2008-        |
| 3.2 V6 Q4                                                                         | 240 (149)                           | 240 (149)                           | 6.8                     | 7.0                     | 11,5 л/100 км                 | 12,2 л/100 км                 | 2005-2007    |
| 3.2 V6 Q4                                                                         | 244 (151)                           | 244 (151)                           | 6.8                     | 7.0                     | 11,4 л/100 км                 | 12,1 л/100 км                 | 2008-        |
| 3.2 V6 FWD                                                                        | 250 (155)                           |                                     | 7.0                     |                         | 11,0 л/100 км                 |                               | 2008-        |
| Примечание: Расход топлива согласно Директиве Европейской Комиссии № 1999/100/EC. |                                     |                                     |                         |                         |                               |                               |              |

## Награды
- До того как автомобиль был выпущен, концепт Alfa Brera был признан «Лучшим Шоу» по версии журнала Autoweek на Женевском автосалоне 2002 года.[13] Также «Best of Show» он получил в категории прототипов на Villa d’Este Concorso D’Eleganze. Стал обладателем двух призов на Challenge Bibendum 2002 и получил звание «Most Fascinating Car» на Super Car Rally 2002 от Парижа до Монте-Карло.
- Brera была номинирована на статус Лучшей Европейской Машины 2007 года в Японии[14].
- Лучшее спортивное купе — по версии «What Diesel Car?»[15]
- European Automotive Design Award 2006 года;[13]
- Лучший дизайн 2006 года от журнала Autocar, Великобритания;[13]
- Лучшее купе — в Хорватии в 2006 году.[13]

## Spider

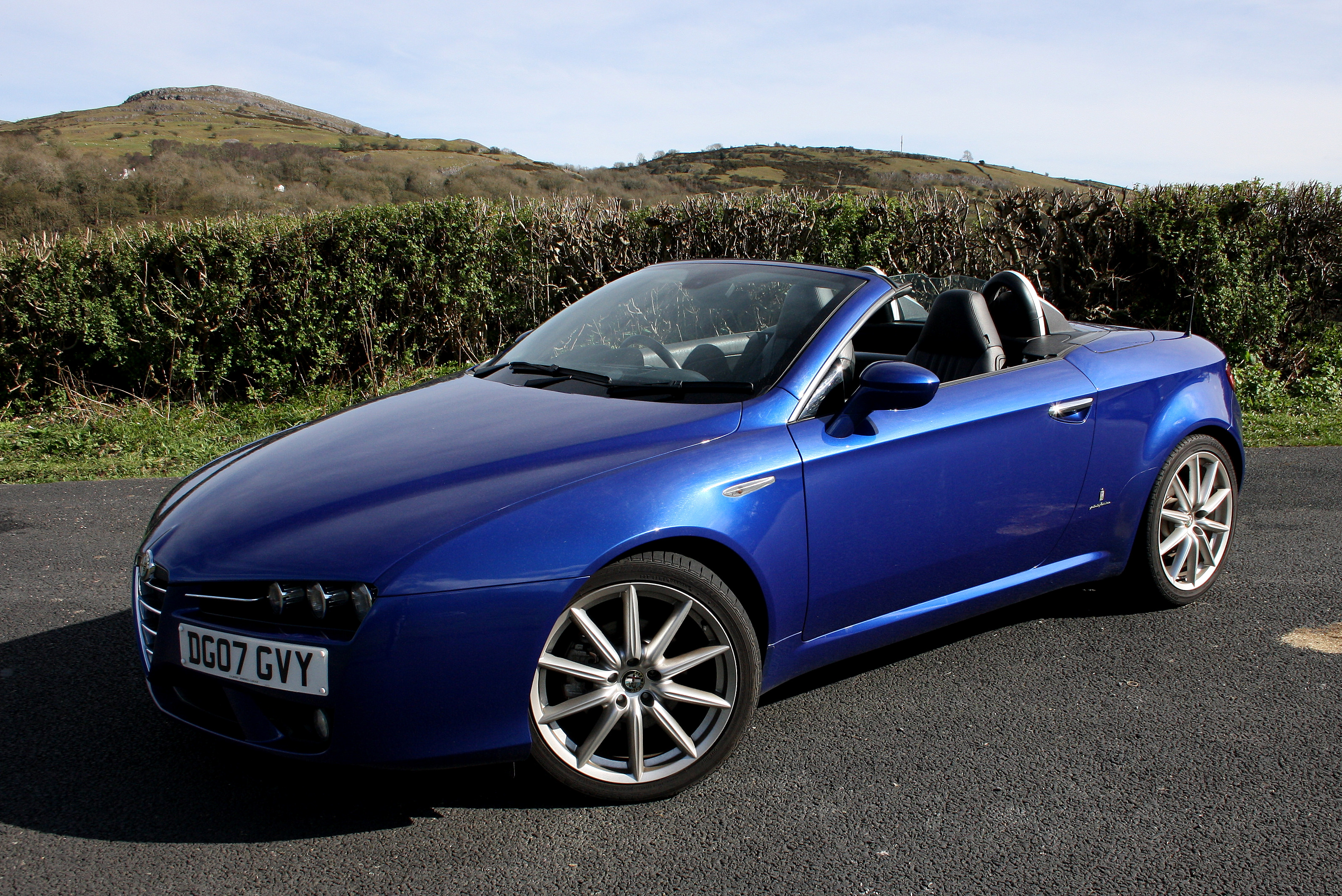
Spider.

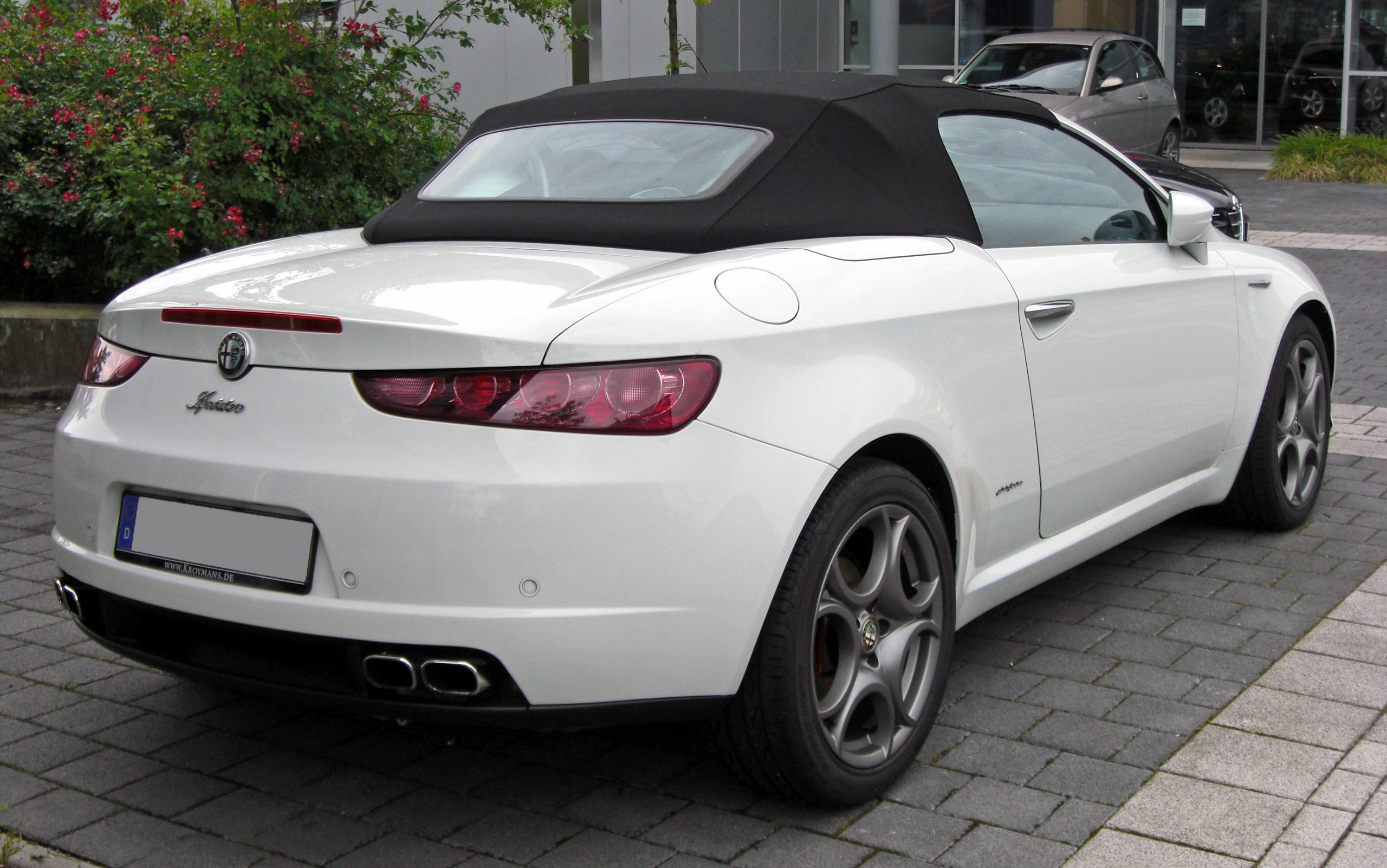
Spider. Вид сзади.

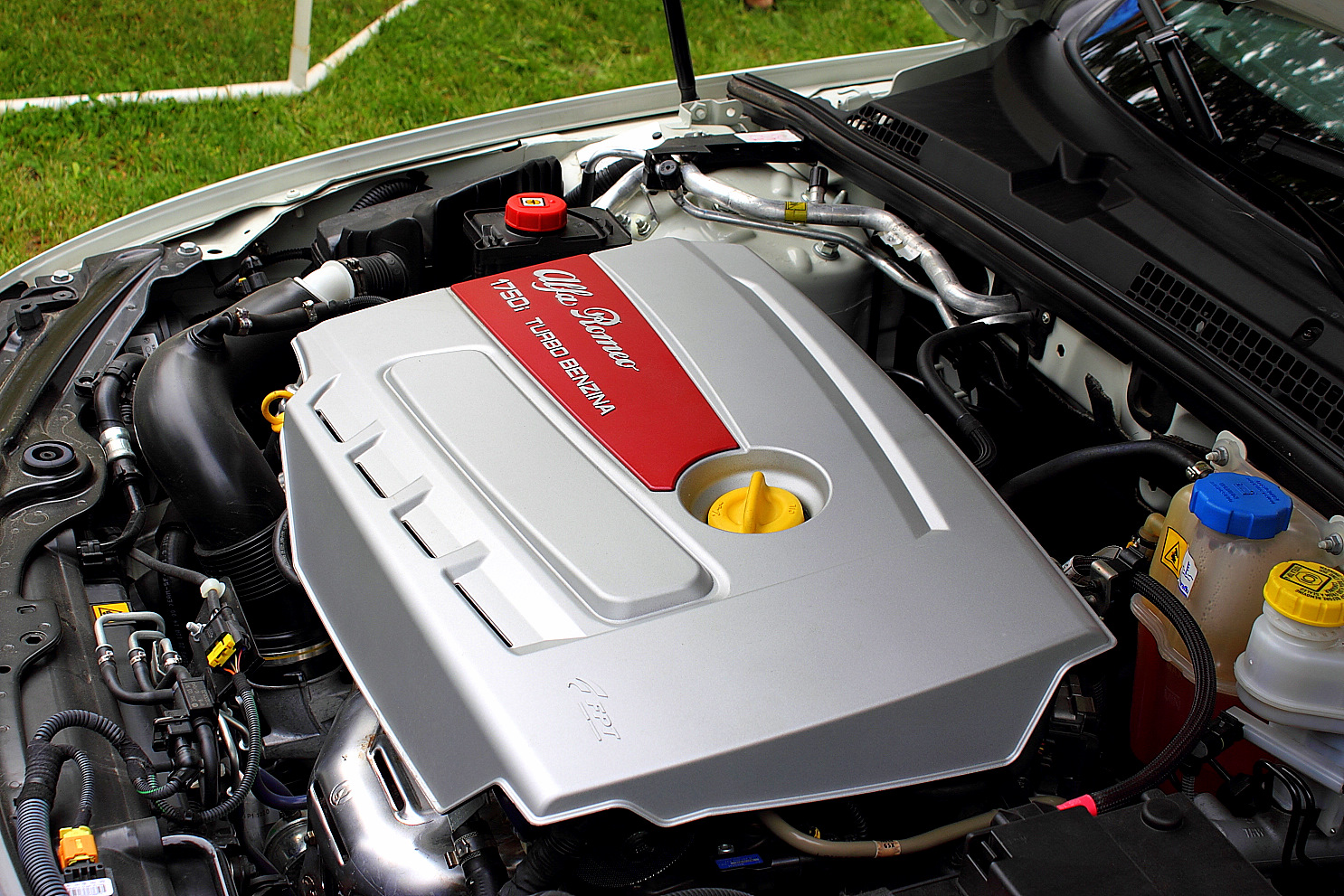
1,742 см³ турбированный двигатель на Spider.

Новая версия Spider (тип 939) был представлен на Женевском автосалоне 2006 года, где модель получила звание «Кабриолет Года». Spider построен на базе купе Brera и является 2-местным кабриолетом. Вначале производства было доступно только два двигателя: 2,2 л. четырёхцилиндровый двигатель и 3,2 л V6 JTS двигатель. Турбодизельный двигатель JTD с аккумуляторной топливной системой был представлен на Женевском автосалоне 2007 года. Эта модель заменила Spider 916, выпускаемый с 1995 года. Эта новая версия Spider может является 6-м поколением Spider от Alfa Romeo, первая версия которых выпускалась с 1966 года. Производство этой модели было остановлено в ноябре 2010 года.
Всего был выпущен 12181 автомобиль:
2006 = 2838;
2007 = 4353;
2008 = 2559;
2009 = 999;
2010 = 1432.

### Italia Independent
В 2009 году Alfa Romeo представила ограниченную серию Brera и Spider в сотрудничестве с Italia Independent — итальянской дизайнерской компанией. Ограниченная серия в 900 машин и названная в честь партнера Alfa Romeo. Версия Spider Italia Independent была представлена с непрозрачной окраской под «титан», 18-дюймовые легкосплавные диски и алюминиевой накладкой на крышечку заливной горловины.
Italia Independent оснащалась дизельным 2,0 л. JTDM, выдающим 170 л.с. (125 кВт), дизельным 2,4 л. JTDM, выдающим 210 л.с. (154 кВт). Или бензиновыми двигателями 1,8 л. TBi (200 л.с.), 2,2 л. JTS (185 л.с.) или 3,2 V6 (260 л.с.). На всех двигателях устанавливалась 6-ступенчатая коробка передач. МКПП, «Selespeed» или автомат Q-Tronic были доступны как опции. Что касается автомобилей с V6 двигателем, для них была доступна полноприводная система на все колёса Alfa Romeo Q4.

### Spider 'Mille Miglia'
Alfa Romeo выпустила специальную версию кабриолета Spider в честь памяти исторической гонки в 1,000 миль «Mille Miglia», проходящей в Италии каждый год. Компания выпустила только 11 моделей с маркировкой 'Spider Mille Miglia', означающих 11 побед Alfa Romeo в данной известной итальянской гонке. Данная гонка ознаменовала рост классических спортивных моделей Гран Туризмо.
Никаких особенных улучшений в моделях не последовало. Spider Mille Miglia оснащались стандартным 3,2 л. V6 двигателем мощностью 260 л.с. (191 кВт). Особенностью каждой модели стали серебряные накладки, отображающие одну из побед Alfa Romeo в период с 1928 по 1957 годы. Данные специальные версии Spider получили эксклюзивную, ярко-красную окраску, названную 'Rosso 8C', и оснащались ещё логотипом 'Quadrifoglio'(четырёхлиственным клевером) по крыльям автомобиля. Чёрный кожаный салон автомобиля оснащался красной прострочкой. В дополнении к этому стабилизаторы поперечной устойчивости были окрашены в красный, а не в стандартный серебряный цвет.

### Spider Limited Edition
Особенностью Alfa Spider Limited Edition стал выбор из трёх комбинаций цветов (Carbonio Black, Alfa Red, Ghiaccio White). На данную серию устанавливались 19-дюймовые легкосплавные диски, специальная кожаная отделка салона, электрически настраиваемые и с запоминанием передние кресла и зеркала заднего вида. Автомобиль также оснащался системой от Fiat Group Blue&Me с голосовым управлением и медиаплеером. Что касается цвета автомобиля, Alfa Spider Limited Edition включал в себя версию Carbonio Black с отделкой салона натуральной чёрной кожей, а версия Alfa Red согласовывалась с чёрным кожаным салоном. Версия Ghiaccio White позволяла выбрать отделку под чёрный цвет или натуральную кожу.
Под капотом стоял обычный 185 л.с. 2,2 л. бензиновый двигатель JTS, разгоняющий автомобиль с 0 до 100 км/ч за 8,8 секунд и максимальной скоростью в 224 км/ч (139 миль/ч). Новая ограниченная версия продавалась только в Великобритании с 2008 года по цене от 25,500 £ (50,000 $).
Также серия могла оснащаться 3,2 л. V6 JTS двигателем мощностью 260 л.с. (191 кВт) или 2,4 л. турбодизелем JTD мощностью 200 л.с. (147 кВт).

## Двигатели для Spider

### Модификации
| Тип                  | Вид                  | Объём                | Мощность                 | Крутящий момент         | Степень сжатия       | Годы выпуска         |
| Бензиновые двигатели | Бензиновые двигатели | Бензиновые двигатели | Бензиновые двигатели     | Бензиновые двигатели    | Бензиновые двигатели | Бензиновые двигатели |
| -------------------- | -------------------- | -------------------- | ------------------------ | ----------------------- | -------------------- | -------------------- |
| 1.75 TBi             | I4                   | 1,742 куб.см         | 200 л.с. при 5000 об/мин | 320 Н/м при 2000 об/мин | 9.5:1                | 2009-2011            |
| 2.2 JTS              | I4                   | 2,198 куб.см         | 185 л.с. при 6500 об/мин | 230 Н/м при 4500 об/мин | 11.3:1               |                      |
| 3.2 V6 JTS           | V6                   | 3,195 куб.см         | 260 л.с. при 6200 об/мин | 322 Н/м при 3800 об/мин | 11.25:1              |                      |
| Дизельные двигатели  |                      |                      |                          |                         |                      |                      |
| 2.0 JTDM             | I4                   | 1,956 куб.см         | 170 л.с. при 4000 об/мин | 360 Н/м при 1750 об/мин | 17:1                 | 2009-2011            |
| 2.4 JTDM             | I5                   | 2,387 куб.см         | 200 л.с. при 4000 об/мин | 400 Н/м при 2000 об/мин | 17:1                 | 2006-2007            |
| 2.4 JTDM             | I5                   | 2,387 куб.см         | 200 л.с. при 4000 об/мин | 400 Н/м при 1500 об/мин | 17:1                 | 2008-2011            |
| 2.4 JTDM             | I5                   | 2,387 куб.см         | 210 л.с. при 4000 об/мин | 400 Н/м при 1500 об/мин | 17:1                 | 2008-2011            |

### Технические характеристики
| Двигатель                                                                         | Максимальная скорость км/ч (миль/ч) | Максимальная скорость км/ч (миль/ч) | Разгон от 0 до 100 км/ч | Разгон от 0 до 100 км/ч | Комбинированный расход топлива | Комбинированный расход топлива | Годы выпуска |
| Двигатель                                                                         | МКПП                                | АКПП                                | МКПП                    | АКПП                    | МКПП                           | АКПП                           | Годы выпуска |
| --------------------------------------------------------------------------------- | ----------------------------------- | ----------------------------------- | ----------------------- | ----------------------- | ------------------------------ | ------------------------------ | ------------ |
| 1.75 TBi                                                                          | 235 (146)                           |                                     | 7.8 с                   |                         | 8,2 л/100 км                   |                                | 2009-        |
| 2.2 JTS                                                                           | 222 (138)                           |                                     | 8.8 с                   |                         | 9,4 л/100 км                   |                                | 2006-2007    |
| 2.2 JTS                                                                           | 224 (139)                           |                                     | 8.8 с                   |                         | 9,2 л/100 км                   |                                | 2008-        |
| 2.2 JTS Selespeed                                                                 | 224 (139)                           |                                     | 8.8 с                   |                         | 9,1 л/100 км                   |                                | 2008-        |
| 2.0 JTDM                                                                          | 218 (135)                           |                                     | 9.0 с                   |                         | 5,4 л/100 км                   |                                | 2009-        |
| 2.4 JTDM (200 л.с.)                                                               | 228 (142)                           |                                     | 8.4 с                   |                         | 6,8 л/100 км                   |                                | 2006-2007    |
| 2.4 JTDM (200 л.с.) Q-tronic                                                      |                                     | 225 (139)                           |                         | 8.5                     |                                | 7,9 л/100 км                   | 2008-        |
| 2.4 JTDM (210 л.с.)                                                               | 231 (143)                           |                                     | 8.1 с                   |                         | 6,8 л/100 км                   |                                | 2008-        |
| 3.2 V6 Q4                                                                         | 240 (149)                           | 240 (149)                           | 7.0 с                   | 7.2 с                   | 11,5 л/100 км                  | 12,2 л/100 км                  | 2006-2007    |
| 3.2 V6 Q4                                                                         | 244 (151)                           | 244 (151)                           | 7.0 с                   | 7.2 с                   | 11,5 л/100 км                  | 12,2 л/100 км                  | 2008-        |
| 3.2 V6 FWD                                                                        | 250 (155)                           |                                     | 7.2 с                   |                         | 11,1 л/100 км                  |                                | 2008-        |
| Примечание: Расход топлива согласно Директиве Европейской Комиссии № 1999/100/EC. |                                     |                                     |                         |                         |                                |                                |              |

## В компьютерных играх
- Автомобиль присутствует в таких компьютерных играх как: Need for Speed: Carbon, Gran Turismo 5, Test Drive Unlimited 2, Forza Motorsport 3 и Forza Motorsport 4, а также других автомобильных симуляторах.